# Ляхов, Игорь Владимирович
Игорь Владимирович Ляхов (13 декабря 1968) — советский и российский футболист, выступавший на позиции нападающего. Сыграл 3 матча в высшем дивизионе Польши, также выступал за клубы первой и второй лиги СССР и России.

## Биография
Начинал заниматься футболом в команде «Стрела» (Воронеж) у тренера Юрия Николаевича Литвинова. В 17-летнем возрасте начал выступать на взрослом уровне за «Атом» из Нововоронежа во второй лиге. В 1987—1988 годах служил в армии. В 1989 году присоединился к команде «Химик» (Семилуки), которую тренировал бывший детский тренер футболиста — Ю. Н. Литвинов. С середины 1990 года выступал в первой лиге за главную команду области — воронежский «Факел». Весной 1991 года был на просмотре в московском «Динамо», но в основной состав не проходил и вернулся в Воронеж.
В начале 1992 года вместе с товарищем по «Факелу» Оганезом Мхитаряном перешёл в польский клуб «Сокол» (Пневы). С этой командой вышел из первого дивизиона Польши в высший дивизион, в нём сыграл 3 матча в сезоне 1993/94. В том же сезоне перешёл в другой клуб из Польши — ГКС (Белхатув).
Летом 1994 года вернулся в Россию и стал выступать за «Факел», в том же году вместе с командой стал победителем зонального турнира второго дивизиона. В 1996 году перешёл в липецкий «Металлург», в его составе также победил во втором дивизионе, а также стал лучшим бомбардиром клуба в сезоне, забив 25 мячей. Летом 1997 года перешёл в «Уралмаш», однако там у футболиста игра не заладилась и он принял решение завершить карьеру.
После окончания карьеры живёт в Воронеже, занимается бизнесом.